# Trattato di Seyssel
Il trattato di Seyssel è stato un trattato siglato nel 1124 a Seyssel (Alta Savoia) tra il conte di Ginevra Aimone I e il vescovo di Ginevra Humbert de Grammont, che riconosceva l'indipendenza della città sotto il potere temporale del suo vescovo.
Papa Callisto II aveva affidato all'arcivescovo di Vienne, Pietro, l'incarico di dirimere la contesa tra il conte e il vescovo. Il vescovo Humbert non aveva infatti ratificato la concessione feudale come conte di Ginevra fatta ad Aimone dal suo predecessore Wido, pretendendo che fosse pregiudizievole per la Chiesa e che pertanto non fosse stata accordata in modo legittimo. Da questo rifiuto era nata una contesa che aveva portato alla scomunica del conte, il quale si era impadronito della città.
L'arcivescovo Pietro, accompagnato dal vescovo di Losanna Gérard de Faucigny, che era prevosto della chiesa di Ginevra, da numerosi canonici dall'abate Guarino di Santa Maria d'Aulps e dal priore dell'abbazia di Notre-Dame di Abondance, si recò a Seyssel, dove si incontrò con il conte di Ginevra Aimone I e con i suoi vassalli Bosone d'Alinges, Rodolfo de Faucigny e Guglielmo de Chaumont.
L'accordo del trattato non risolse tuttavia completamente il conflitto: il successore del vescovo, Arducio du Faucigny e quello del conte, Amedeo I di Ginevra entrarono nuovamente in contrasto e siglarono un nuovo accordo a Saint-Sigismond il 21 febbraio del 1156. Della questione del potere temporale sulla città di Ginevra si occuparono anche un diploma imperiale di Federico Barbarossa del 6 settembre 1162, che stabiliva il potere temporale del vescovo che veniva riconosciuto come principe.